# 쌍둥이 대소동
쌍둥이 대소동은 TMS 엔터테인먼트가 제작한 TV 애니메이션 시리즈이다. 1991년 1월 5일부터 1991년 11월 2일까지 닛폰 TV에서 총 26화로 방영되었다. 이 시리즈는 영국 작가 에니드 블라이튼의 세인트 클레어의 쌍둥이를 바탕으로 한다.
대한민국에서는 1991년 12월 16일부터 1992년 3월 10일까지 SBS에서 방영되었다.

## 줄거리
쌍둥이 자매 패트리시아 (Patricia "Pat" O'Sullivan)와 이사벨 오설리번 (Isabel O'Sullivan)은 쌍둥이가 부정적인 영향을 받을수 있다는 두려움 때문에 부모가 세인트 클레어로 보내게 된다. 여러 친구들을 만나면서 벌어지는 에피소드, 소녀들의 꿈과 우정을 다루고 있다.

## 에피소드 목록
제1화. 검소한 학교로 출발
제2화. 패트 힘내라
제3화. 마드모아젤 미안해요
제4화. 장난은 이제 그만
제5화. 한밤중의 파티
제6화. 가엾은 캐서린
제7화. 힘내세요!케네디 선생님
제8화. 서커스에서 생긴 일
제9화. 세일러의 비밀
제10화. 강아지 소동
제11화. 이자벨이 컨닝을?!
제12화. 연극은 재미있어
제13화. 케네디 선생님과의 이별
제14화. 태워버린 숙제
제15화. 라크로스 대회
제16화. 밤세워 토론회
제17화. 쌍둥이 독립전쟁
제18화. 자네트의 카드점
제19화. 힐러리 포기하지마!
제20화. 우승컵은 우리가
제21화. 워커 선생님의 선물
제22화. 달려라!글래디스
제23화. 사랑해요!원탁의 기사
제24화. 다이어트 대작전
제25화. 빙크스의 주인
제26화(마지막회). 감사합니다 클레어 학원

## 주제가
- 오프닝: 공부의 노래